# Lanxi (meteoryt)
Lanxi – meteoryt kamienny należący do chondrytów oliwinowo-hiperstenowych L6, spadły 10 czerwca 1986 roku w prowincji Heilongjiang w Chinach o godzinie 10.00. Meteoryt Lanxi jest drugim meteorytem znalezionym w tej prowincji. Meteoryt o masie 1282 g został znaleziony przez miejscowego rolnika na polu lnu około 20 minut po jego upadku. 